# 8000 (số)
8000 (tám nghìn, hay tám ngàn) là một số tự nhiên ngay sau 7999 và ngay trước 8001.